# Fernando Ávalos (gobernador)
Fernando Ávalos Pérez (Morelia, Michoacán, 1894-Ciudad de México, 13 de marzo de 1970) fue abogado, presidente del Tribunal Superior de Justicia, procurador general de Justicia y gobernador del Estado de Querétaro durante solo 5 horas el 15 de diciembre de 1923.
El gobernador Francisco Ramírez Luque fue desaforado por la legislatura estatal en esa fecha y se nombró gobernador provisional a Fernando Ávalos por ser presidente del Poder Judicial del estado. Ocupó el cargo solo 5 horas, con la única misión de decretar el nombramiento de gobernador interino a Joaquín de la Peña, comandante militar de Querétaro.
Fernando Ávalos ostenta el récord como la persona que menos tiempo ha sido gobernador de Querétaro (el segundo es Luis G. Lanchazo con 13 horas). Si bien José B. Alcocer fue gobernador durante solo 3 horas en 1929, esto lo hace el gobierno más corto, pero no la persona con menos tiempo en el poder pues fue gobernador por segunda vez durante 24 horas en 1930.